# Pointe du Hoc American Monument
Het Pointe du Hoc American Monument is een monument op Pointe du Hoc. Het monument werd door Frankrijk opgericht ter ere van het Amerikaanse tweede Ranger batajon dat onder commando stond van luitenant-kolonel James E. Rudder.

## Het monument
Het Pointe du Hoc American Monument heeft een naaldvorm en is gebouwd op de plaats waar zich vroeger de vuurleidingspost bevond. Het monument wordt afgeschermd door prikkeldraad, omdat het anders te gevaarlijk is om rond het monument te lopen. Het 12 hectare grote Pointe du Hoc werd in 1979, inclusief het monument, overgedragen aan de Amerikaanse regering.

## Verder op Pointe du Hoc
Tegenwoordig is het mogelijk om Pointe du Hoc gratis te bezoeken. Het terrein is na ruim 60 jaar niet veel veranderd. Het is bezaaid met diepe kraters die tijdens de Tweede Wereldoorlog door bombardementen zijn ontstaan. Tussen deze kraters liggen nog delen van de Duitse bunkers. Enkele van deze bunkers staan nog geheel of gedeeltelijk overeind. 

Naast het monument kan men op Pointe du Hoc een museum bezoeken. In het museum is veel te bezichtigen met betrekking tot de gevechten die er hebben plaatsgevonden.